# Sítios Cristãos Escondidos na Região de Nagasaki
Sítios Cristãos Escondidos na Região de Nagasaki (em japonês:  長崎と天草地方の潜伏キリシタン関連遺産) é um grupo de doze locais na região de Nagasaki e Kumamoto relacionados à história do Cristianismo no Japão. As igrejas de Nagasaki são únicas no sentido de que cada uma conta a história de um reviver do Cristianismo após um longo período de supressão oficial.
A nomeação inicial incluía 26 locais, porém após reconsiderar, a prefeitura de Nagasaki alterou para 13. Doze foram reconhecidos

## Monumentos
| Nome                                                       | Data de término | Localização     | Tipo de construção | Comentários                     | Imagem |
| ---------------------------------------------------------- | --------------- | --------------- | ------------------ | ------------------------------- | ------ |
| Igreja de Ōura e instalações relacionadas (大浦天主堂)     | 1864            | Nagasaki        | Tijolo             | Tesouro Nacional                |        |
| Igreja Kuroshima (黒島天主堂)                              | 1902            | Sasebo          | Tijolo             | Propriedade Cultural Importante |        |
| Antiga Igreja Gorin (旧五輪教会堂)                         | 1881            | Gotō            | Madeira            | Propriedade Cultural Importante |        |
| Igreja Kashiragashima (頭ヶ島天主堂)                       | 1919            | Shinkamigotō    | Pedra              | Propriedade Cultural Importante |        |
| Igreja Tabira (田平天主堂)                                 | 1917/8          | Hirado          | Tijolo             |                                 |        |
| Igreja Shitsu (出津教会)                                   | 1882            | Nagasaki        | Tijolo             |                                 |        |
| Igreja Ōno (大野教会堂)                                    | 1893            | Nagasaki        | Pedra              | Propriedade Cultural Importante |        |
| Antiga Igreja Nokubi e vestígios relacionados (旧野首教会) | 1908            | Ojika           | Tijolo             |                                 |        |
| Igreja Egami (江上天主堂)                                  | 1917/8          | Gotō            | Madeira            | Propriedade Cultural Importante |        |
| Castelo de Hara (原城跡)                                   |                 | Minamishimabara |                    | Monumentos do Japão             |        |
| Castelo Hinoe (日野江城跡)                                 |                 | Minamishimabara |                    |                                 |        |
| Locais sagrados e vilas de Hirado (平戸島の聖地と集落)     |                 | Hirado          |                    | Paisagem Cultural Importante    |        |
| Vila Sakitsu em Amakusa (天草の﨑津集落)                   |                 | Amakusa         |                    | Paisagem Cultural Importante    |        |

## UNESCO
Foi inscrito como Patrimônio Mundial da UNESCO em 2018 por: "refletirem uma era de proibição da fé cristã, bem como a revitalização das comunidades cristãs após a proibição cessar em 1873. Testemunham a tradição cultural dos cristãos refugiados na região de Nagasaki que secretamente transmitiam sua fé durante o período de proibição, do século XVII ao XIX"